# 阿莱西娅·鲁索 (体操运动员)
阿莱西娅·鲁索（義大利語：Alessia Russo，1996年9月24日—），意大利艺术体操运动员，2018年世界艺术体操锦标赛团体铜牌得主、2023年世界艺术体操锦标赛团体和5人圈操铜牌得主。